# 勒斯登
勒斯登（荷蘭語：Leusden）是荷蘭的一個市镇，在行政區劃上屬於烏德勒支省。勒斯登位於荷蘭中部阿默斯福特東南3公里處。

## 外部連結
- 维基共享资源上的相關多媒體資源：勒斯登
- Official website （页面存档备份，存于）